# Esorcismo dell'uomo cieco e muto

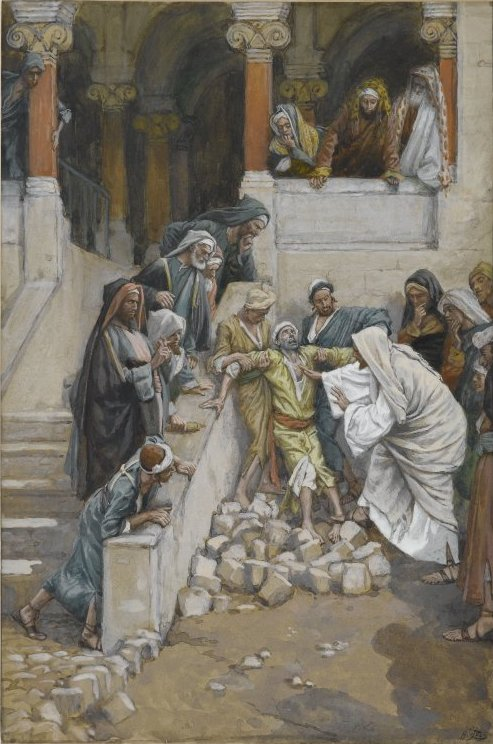
L'indemoniato cieco e muto (James Tissot, 1890 ca.)

L'esorcismo dell'uomo cieco e muto è uno dei miracoli attribuiti a Gesù raccontato dai vangeli sinottici. Il passo compare nel Vangelo secondo Matteo, nel Vangelo secondo Marco e nel Vangelo secondo Luca. Nell'occasione, Gesù ha con i farisei una controversia, conosciuta come controversia su Belzebù, in cui racconta la parabola del regno diviso.
Il miracolo tende a confondersi con la guarigione del muto indemoniato, episodio raccontato solo nel Vangelo secondo Matteo.

## Racconto evangelico
Secondo il racconto dei vangeli, fu condotto a Gesù un uomo cieco e muto per una possessione diabolica. Gesù scacciò il demonio e l'uomo riprese a vedere e a parlare. Il popolo con stupore diceva: "Non è questo il figlio di Davide?". Ma quando i farisei lo sentirono, dissero: "Egli scaccia i demoni per opera di Belzebù, principe dei demoni". Ma Gesù, conosciuti i loro pensieri, disse: "Ogni regno diviso contro se stesso va in rovina, e ogni città o casa divisa contro se stessa non potrà reggere. Se Satana scaccia Satana, egli è diviso contro se stesso; come dunque potrà reggersi il suo regno? E se io scaccio i demoni con l'aiuto di Belzebù, con l'aiuto di chi li scacciano i vostri figli? Per questo, essi stessi saranno i vostri giudici. Ma se è con l'aiuto dello Spirito di Dio che io scaccio i demoni, è certo giunto fino a voi il regno di Dio. Come può uno entrare nella casa dell'uomo forte e rubargli la sua roba, se prima non lo lega? Allora soltanto gli potrà saccheggiare la casa. Chi non è con me è contro di me; e chi non raccoglie con me, disperde. Perciò io vi dico: qualunque peccato e bestemmia sarà perdonata agli uomini, ma la bestemmia contro lo Spirito non sarà perdonata. A chiunque parlerà male del Figlio dell'uomo, sarà perdonato; ma a chiunque parlerà contro lo Spirito Santo, non sarà perdonato né in questo mondo né in quello futuro".